# Kärrkonsnäcka
Kärrkonsnäcka (Euconulus alderi) är en snäckart som först beskrevs av John Edward Gray 1840.  Kärrkonsnäcka ingår i släktet Euconulus, och familjen konsnäckor. Arten är reproducerande i Sverige.